# Balneari de la Fontcalda
El Balneari de la Fontcalda és una obra eclèctica de Gandesa (Terra Alta) inclosa a l'Inventari del Patrimoni Arquitectònic de Catalunya.

## Descripció
Un conjunt d'edificacions al voltant del Santuari de la Fontcalda, d'un modern estil barroc, van formar, a inicis de segle xx, un complex balneari amb alguns edificis de residència per acollir un centre d'excursionisme. Cal destacar el parc de pins a la vora del rierol.

## Història
A mitjans de segle xix (1860), quatre edificis s'havien construït per hostalatge de banyistes o gent que acudia per les cures. Per conèixer l'origen de la Fontcalda cal referir-se a l'estada dels frares trinitaris en els darrers segles de l'edat mitjana, els quals l'abandonaren per les dificultats de subsistència. Està força lligat a la vida social i religiosa de Gandesa.